# Ante Covic
Ante Čović, (Sídney, Australia, 13 de junio de 1975) es un exportero de futbol y entrenador australiano de origen croata, que fue miembro de la selección de fútbol de Australia en el Mundial 2006 en Alemania. En 2014, fue nombrado Jugador del Torneo de la Liga de Campeones de la AFC 2014, dejando su portería a cero en 8 de 12 partidos con los Western Sydney Wanderers, que derrotaron al Al-Hilal en la final. Actualmente dirige al Bankstown City (Femenino) de la Liga Uno de Nueva Gales del Sur.

## Biografía
Čović es de ascendencia croata. Está casado con Vanessa Covic y tiene dos hijos, Emelie y Christopher.

## Selección nacional
Ha sido internacional con la selección de fútbol de Australia en 2 ocasiones (ante Baréin y Singapur) y estuvo en el plantel australiano en Mundial de Alemania 2006, pero no disputó ningún partido.

### Participaciones en Copas del Mundo
| Mundial                        | Selección | Sede     | Resultado        |
| ------------------------------ | --------- | -------- | ---------------- |
| Copa Mundial de Fútbol de 2006 | Australia | Alemania | Octavos de final |

## Carrera
Anteriormente jugó para Marconi Stallions y Sydney Olimpic en la liga nacional de Fútbol de Australia, en el PAOK Salónica FC y en el AO Kavala en Grecia, y en el Dinamo Zagreb en Croacia.

### Hammarby IF
Tras Australia en 1999, Covic disputó numerosos partidos con varios clubes europeos antes de llegar al Hammarby IF, un club sueco con sede en Estocolmo. Dejó el dejó el Hammarby en 2006 después de haber jugado 121 partidos, una hazaña que sólo ha sido superada por otros tres porteros en la historia del club.

### Newcastle Jets
Čović hizo su debut en la A-League en la derrota por 3-2 ante el Adelaide United en diciembre de 2006 en el Hindmarsh Stadium. Čović fue el Portero titular de Newcastle Jets en la temporada de 2007, que ganó el campeonato de la A-League. El 17 de marzo de 2009, se anunció que Čović se iba de los Jets para un contrato de tres años con el club sueco IF Elfsborg.

### Melbourne Victory
El 4 de octubre de 2011 Čović firmó un contrato de un año con el Melbourne Victory como un reemplazo por lesión de Tando Velaphi que estuvo fuera por 12 semanas. Čović debutó en el partido inaugural de la A-League contra el Sydney FC en el Etihad Stadium en frente de 40.000 asistentes. Čović alcanzó la categoría de héroe instantáneo para los aficionados locales cuando este le tapó un penal a Brett Emerton a los 33 minutos de la primera etapa, fue nombrado mejor jugador del partido en el empate 0-0. Fue nuevamente nombrado mejor jugador del partido ante Melbourne Derby dos semanas después.
En el partido de quinta ronda de la A-League entre Brisbane Roar y Melbourne Victory en 2011, Covic, junto con su compañero defensor del Victory, Matthew Foschini, fueron expulsados de manera polémica por el árbitro Ben Williams por faltas contra los defensores del Roar, lo que redujo al Victory a jugar con nueve hombres durante todo el partido.
El 1 de mayo de 2012, se anunció el nuevo entrenador del Melbourne Victory, Ange Postecoglou no renunciaría al veterano portero, Aunque optaba por quedarse con los porteros más jóvenes Lawrence Thomas y Tando Velaphi. Čović fue galardonado Jugador del Año en los Premios de la cena del Melbourne Victory.

### Western Sydney Wanderers
El 2 de julio de 2012, Čović se unió a Western Sydney Wanderers en una transferencia libre. Los Wanderers Ganaron la A-League en la primera temporada de Čović. Los Wanderers superaron las expectativas y ganaron la Premier's Plate en su primera temporada, con Čović nombrado en el equipo ideal de la A-League. Él ayudó a su equipo a ganar la Liga de Campeones de la AFC 2014, con el mantenimiento de su portería a cero en 12 partidos. En la Final, derrotaron a Al- Hilal y fue nombrado MVP del torneo.

### Perth Glory
El 8 de julio de 2015, Covic se unió a Perth Glory. Pero en 2016 decidió rescindir el contrato y regresar al este de Australia con su familia, uniéndose al Rockdale City Suns FC de la segunda división de Australia.

### Wellington Phoenix
En diciembre de 2018, el Wellington Phoenix hizo oficial su llegada para cubrir la baja por lesión del guardameta Filip Kurto.

## Clubes
| Club                                | País          | Año       |
| ----------------------------------- | ------------- | --------- |
| APIA Leichhardt Tigers              | Australia     | 1996–1997 |
| Marconi Stallions Football Club     | Australia     | 1997–1999 |
| PAOK Salónica FC                    | Grecia        | 1999–2001 |
| AO Kavala (cedido)                  | Grecia        | 2000      |
| Dinamo Zagreb                       | Croacia       | 2001–2002 |
| Hammarby IF                         | Suecia        | 2002–2006 |
| Newcastle United Jets Football Club | Australia     | 2006–2009 |
| IF Elfsborg                         | Suecia        | 2009–2011 |
| Melbourne Victory Football Club     | Australia     | 2011–2012 |
| Western Sydney Wanderers            | Australia     | 2012–2015 |
| Perth Glory                         | Australia     | 2015–2016 |
| Rockdale City Suns                  | Australia     | 2016–2018 |
| Wellington Phoenix                  | Nueva Zelanda | 2018 –    |

## Palmarés

### Campeonatos nacionales
| Título         | Club                                | País      | Año       |
| -------------- | ----------------------------------- | --------- | --------- |
| Copa de Grecia | PAOK Salónica FC                    | Grecia    | 2000-2001 |
| A-League       | Newcastle United Jets Football Club | Australia | 2007-2008 |
| A-League       | Western Sydney Wanderers            | Australia | 2012-2013 |

### Campeonatos internacionales
| Título                      | Club                     | País | Año  |
| --------------------------- | ------------------------ | ---- | ---- |
| Liga de Campeones de la AFC | Western Sydney Wanderers | Asia | 2014 |

### Títulos individuales
| Título                                    | Club                                | Año       |
| ----------------------------------------- | ----------------------------------- | --------- |
| Player's Player of the year               | Newcastle United Jets Football Club | 2007-2008 |
| Victory Medal                             | Melbourne Victory Football Club     | 2011-2012 |
| Portero del Año de la A-League            | Western Sydney Wanderers            | 2012-2013 |
| AFC Champions League Most Valuable Player | Western Sydney Wanderers            | 2014      |